# First Earth Battalion
Le Premier bataillon de la Terre (en anglais : First Earth Battalion) est le nom proposé par le lieutenant-colonel américain Jim Channon (en), qui a servi lors de la guerre du Viêt Nam, pour son idée d'une nouvelle armée qui serait organisée selon des idées New Age.
Selon le livre The Men Who Stare at Goats (Les Chèvres du Pentagone) du journaliste Jon Ronson, Channon a connu dans les années 1970 la plupart des gens qui sont considérés en Californie comme les fondateurs du Mouvement du potentiel humain (Human Potential Movement) et s'est inspiré de ces rencontres pour écrire un manuel d'opérations pour un Premier bataillon de la Terre. Le manuel est long de 125 pages et contient de nombreux dessins, graphiques, cartes et essais polémiques, et renouvelle systématiquement tous les aspects de la vie militaire. Channon a imaginé une nouvelle tenue de combat qui comprendrait des poches pour des stimulants au ginseng, des outils de sourcier, des aliments pour améliorer la vision de nuit et un haut-parleur qui émettrait automatiquement « de la musique indigène et des paroles de paix » ,. Un film tiré du livre, tourné en 2009 avec George Clooney, Ewan McGregor, Jeff Bridges et Kevin Spacey, s'inspire du Premier bataillon de la Terre, décrit sous le nom de New Earth Army (Nouvelle armée de la Terre).

## Valeurs
Croyant que l'armée peut être le principal fondement moral et éthique sur lequel la politique pourrait s'appuyer pour assurer la paix et le vivre ensemble au nom de la Terre, Channon a déclaré que le Premier bataillon de la Terre devrait faire allégeance avant tout à la planète Terre. Il envisageait que le Premier bataillon de la Terre s'auto-organiserait de manière informelle : des uniformes sans uniformité, une structure sans règlement, l'unité par la diversité... Ses membres seraient multiculturels, chaque ethnie (en anglais : race) contribuant au "rainbow power" (pouvoir de l'arc-en-ciel). Channon a proposé comme principe directeur que les membres du Premier bataillon de la Terre cherchent des méthodes non-violentes de résolution des conflits, leur loyauté allant en priorité à la planète entière.

### Moines-soldats
Channon a utilisé l'expression moines-soldats pour décrire les membres potentiels du Premier bataillon de la Terre.

### Credo
D'après le livre Mind Wars de Ronald McRae, chaque membre du Premier bataillon de la Terre s'engagerait à faire respecter un credo de « commandos d'élite et gourous de guérilla » :
- J'ai la capacité et donc le devoir de contribuer au développement de moi-même, de mes collaborateurs et de notre planète, en même temps, maintenant !
- Je vais organiser un commando d'élite autonome qui va susciter et accomplir des actions qui amélioreront radicalement la vie des personnes et de la planète. Un peuple, une planète.
- Je vais donc transmettre ce concept à d'autres personnes capables de faire naître d'autres équipes analogues de commandos auto-organisés.
- J'attends le moment où mon groupe pourra s'unir spontanément aux autres à des niveaux de plus en plus élevés de conscience et de performance. La Garde naturelle.